# Karel III. Tlustý
Karel III. Tlustý (839 – 13. ledna 888, Neudingen) byl východofranský král a římský císař z Karlovské dynastie. Králem východofranským byl od roku 876, italským od 879, západofranským od 885, císařem římským v letech 881–887. Byl nejmladším synem Ludvíka II. Němce. Při dělení říše získal Alemansko a postupně sjednotil většinu území císařství. Neúspěšné boje s Araby a Normany jej v roce 887 donutily k abdikaci.